# 佐光朗
佐光 朗（さこう あきら、1958年 - ）は、日本の撮影監督（カメラマン）。ステディカムオペレーター。日本映画撮影監督協会（JSC）会員。

## 経歴
和歌山県出身。和歌山県立大成高等学校卒業。NK特機でアルバイト中に仙元誠三、佐々木原保志に師事。1990年に「妖怪天国 ゴーストヒーロー」で撮影デビュー。
主な代表作は、映画「海猿」、「ローレライ」、「UDON」、「幕が上がる」など。
「踊る大捜査線 THE MOVIE 2 レインボーブリッジを封鎖せよ!」と「踊る大捜査線 BAYSIDE SHAKEDOWN 2」では立ち番の警官役で出演を果たしている。

## 受賞歴
2003年
- 第26回日本アカデミー賞 優秀撮影賞（『ピンポン』）

2024年
- 第47回日本アカデミー賞 優秀撮影賞（『キングダム 運命の炎』）

2025年
- 第48回日本アカデミー賞 最優秀撮影賞（『キングダム 大将軍の帰還』）

## 主な作品

### 映画
- 愛と平成の色男（1989年・撮影助手）
- 天と地と（1990年・応援撮影助手）
- 妖怪天国 ゴーストヒーロー（1990年・撮影）
- 昭和鉄風伝 日本海（1991年・撮影）
- 喜多郎の十五少女漂流記（1992年・実景撮影）
- 武闘派仁義（1993年・撮影）
- レッスン LESSON（1994年・撮影）
- RAMPO（1994年・ステディカムオペレーター）
- エンドレス・ワルツ（1995年・撮影）
- 誘拐（1997年・撮影）
- 売春暴力団（1997年・撮影）
- 明日なき街角（1997年・撮影）
- マルタイの女（1997年・ステディカム）
- 絆 -きずな-（1998年・協力撮影）
- 踊る大捜査線 THE MOVIE（1998年・ステディカム）
- アンドロメディア（1998年・応援スタッフ）
- 海賊版=BOOTLEG FILM（1999年・撮影）
- SCORE2 THE BIG FIGHT（1999年・撮影）
- 御法度（1999年・ステディカム）
- ドリームメーカー（1999年・ステディカム）
- 屋根裏の長い髪（2000年・撮影）
- 殺し KOROSHI（2000年・撮影）
- アナザヘヴン（2000年・ステディカム）
- 富江 replay（2000年・撮影応援）
- ピンチランナー（2000年・協力カメラマン）
- ショコキ!（2001年・撮影）
- ピンポン（2002年・撮影）
- リターナー（2002年・撮影）
- うつつ（2002年・撮影）
- 巌流島 GANRYUJIMA（2003年・撮影）
- 踊る大捜査線 THE MOVIE 2 レインボーブリッジを封鎖せよ!（2003年・ステディカム、出演）
- 海猿（2004年・撮影）
- LIMIT OF LOVE 海猿（2005年・撮影）
- 交渉人 真下正義（2005年・撮影）
- ローレライ（2005年・撮影）
- UDON（2006年・撮影）
- ワルボロ（2007年・撮影）
- 少林少女（2008年・撮影）
- DIVE!!（2008年・撮影）
- 余命（2009年・撮影）
- 風が強く吹いている（2009年・撮影）
- ボックス!（2010年・撮影）
- THE LAST MESSAGE 海猿（2010年・撮影）
- プリンセス トヨトミ（2011年・撮影）
- 鍵泥棒のメソッド（2012年・撮影）
- プラチナデータ （2013年・撮影）
- 幕が上がる（2014年・撮影）
- さらば あぶない刑事（2016年・ステディカムカメラ）
- たたら侍（2017年・撮影）
- ミックス。（2017年・撮影）
- 亜人（2017年・撮影）
- キングダム2 遥かなる大地へ（2022年・撮影）

### ドラマ
- 俺たちルーキーコップ（1992年・TBSテレビ・撮影）
- 3年B組金八先生（第5・6シリーズ・TBSテレビ・ステディカム）
- QUIZ（2000年・TBSテレビ・ステディカム）
- らんぼう（2007年・日本テレビ・ステディカム）
- 愛の流刑地（2007年・日本テレビ・撮影）
- 東京大空襲（2008年・日本テレビ・ステディカム）

### OV
- 凶悪の牙（1991年・撮影）
- 死神の使者 DEATH MESSENGER（1991年・撮影）
- 襲撃 BURNING DOG（1991年・撮影）
- となりの凡人組（1993年・撮影）
- ひき逃げファミリー2（1994年・撮影）
- ツッパリ・ハイ・スクール2 校外乱闘篇（1995年・撮影）
- 女教師日記 禁じられた姓（1995年・撮影）
- GO CRAZY 銃弾を駆け抜けろ!（1996年・撮影）
- XX しなやかな美獣（1997年・撮影）
- 湘南爆走族2 熱闘!アルバイト大作戦（1998年・撮影）
- 安藤組外伝 郡狼の系譜3（1999年・撮影）
- 獅子の絆 浅草哀歌（2002年・撮影）